# 스타트렉 비욘드
《스타트렉 비욘드》(영어: Star Trek Beyond)는 2016년 개봉한 미국의 SF 액션 영화이다. 2009년 영화 《스타 트렉: 더 비기닝》과 2013년 영화 《스타 트렉 다크니스》의 속편으로, 리부트 시리즈로는 세번째 작품이다. 《스타 트렉 영화 시리즈》로는 13번째 작품에 해당한다.

## 줄거리
2263년, 5년간의 탐사 임무를 수행중인 USS 엔터프라이즈호의 선장 제임스 커크는 파보난 공화국의 중립대표로서 티낵시 대표단에게 고대 무기 아브로낙스를 전달하려는 데 실패한다. 이후 가장 최근에 건설된 행성 연방의 전초기지 요크타운으로
이동하게 되고, 여기서 제임스 커크는 USS 엔터프라이즈호 선장직을 사임할 의사가 있으며 스팍을 새로운 선장으로 추천한다는 내용의 보고를 한다. 그러던 중 성운 너머에서 미확인 우주선이 요크타운으로 접근하게 되고 이 함선에 타고있던 '칼라라'라는 이름의 외계인은 자신들의 함선이 정찰 임무 도중 치명적인 손상을 입고 행성 알타미드에 불시착했으며, 행성에 고립된 승무원들을 구조해 줄 것을 요청한다. 이에 USS 엔터프라이즈호가 구조임무를 받고 성운 너머로 향한다.
행성 알타미드에 접근하자 미확인 함선이 USS 엔터프라이즈호에 접근하였는데, 함선처럼 보이던 것은 드론들의 집합이었고, 이내 산산히 흩어져 엔터프라이즈호를 공격한다. 이러한 공격에 대한 대비가 취약했던 USS 엔터프라이즈호는
페이저와 어뢰를 동원해 요격을 시도하나 드론들의 회피기동으로 무력화된다. 결국 워프로 탈출을 시도하나 드론들이 엔진 나셀과 기관실의 연결부를 끊어버린다. 엔터프라이즈호가 동력을 상실하자 정체 모를 외계인들이 엔터프라이즈호에 침입하게 되고 승무원들은 비상 보안 절차에 따라 무장을 한 뒤 이에 대비하나, 함선 외벽을 통해 갑작스레 침입해오는 통에 방어에 실패한다. 여기서, 외계인들의 지휘관 '크롤'은 엔터프라이즈호의 유물보관실에 침입해 앞서 티낵시 대표단에게 전달하려던 아브로낙스를 탈취한다. 탈취한 유물은 다시 커크에게 빼앗겼으며 커크는 이를 씰 소위에게 맡긴다. 한편 몽고베리 스콧이 남아있던 워프 엔진 에너지를 임펄스 엔진에 공급하여 동력을 복구하는데 성공했고, 엔터프라이즈는 성운으로 후퇴한다. 그러나 그 직후 드론들이 함선 원반부와 기관실의 연결부를 파괴해 이를 저지하고, 엔터프라이즈는 행성으로 추락한다.
제임스 커크는 임시 함장 히카루 술루에게 배를 포기할 것을 명령하고, 승무원들은 탈출포드를 통해 탈출을 시도하지만 모두 납치당한다. 몽고베리 스콧은 기지를 발휘해 어뢰를 통해 탈출하였으며, 스팍과 멕코이는 캡슐을 납치한 적선을 탈취해 탈출한다. 제임스 커크와 체코프는 탈출 포드를 통해 탈출한다.
탈출에 성공한 스콧은 외계인 '제이라'를 만나게 되고, 제이라는 자신의 은신처인 USS 프랭클린을 보여주며 같이 이 행성에서 벗어나자고 제안한다. 한편 커크와 체코프는 칼라라를 의심하기 시작하고 커크는 추락한 원반부의 센서를 이용해 대원들의 위치를 파악하려고 시도하고 함교에 이르러 체코프에게 센서 조작을 맡긴 뒤 아브로낙스를 선체 내부에 숨겼다며 칼라라와 함께 다른 곳으로 이동한다. 유물의 위치에 도착하자 칼라라는 돌변하여 커크를 제압하고 유물을 확보했다고 크롤에게 보고하나 이것은 커크의 함정이었고, 스파이였음이 들통난 칼라라는 커크 일행을 공격한다. 체코프와 커크는 원반부의 추진기를 작동시켜 비스듬히 땅에 박혀있던 엔터프라이즈호를 뒤집어 버리고, 칼라라는 기울어지는 원반부에 깔려 사망한다. 그 후 스콧과 만난 이들은 스팍과 멕코이를 함선으로 전송시킨다.
한편 우후라와 술루를 비롯한 승무원들은 감옥에서 빠져나와 요크타운에 구조신호를 보내지만, 이내 발각되고 크롤은 좌표가 조작되었고 구조선들이 성운속에서 헤맬 것이고 요크타운은 무방비 상태일 거라면서 요크타운 공격을 시사한다.
그리곤 술루를 승무원들 앞에서 고문하여 유물 위치를 추궁하자 유물을 숨기고 있던 씰 소위는 뒤통수에 숨긴 아브로낙스를 내놓고, 크롤은 우후라와 씰 소위를 데리고 유물의 정체에 대해 이야기를 해주는데 아브로낙스는 고대의 무기이며 고대의 존재들이 이 힘을 두려워한 나머지 두개로 나눠 처분한 것이라고 설명해주며 승무원들의 생체 에너지를 흡수하는 모습을 보여주고 씰 소위를 아브로낙스로 살해한다. (일종의 나노 로봇. 생명체를 산산히 분해한다.)
커크 일행은 스팍이 우후라에게 선물한 목걸이에 포함된 벌컨 광석 '보카야'를 추적해 대원들의 위치를 파악하고 근거지를 공격하기 시작한다. 커크가 프랭클린호에 실려있던 모터사이클로 적을 교란하는 사이 스팍과 맥코이가 승무원들을
트랜스포터로 구조하기 시작한다. 제이라는 커크를 엄호하다 크롤의 부하 마나스와 일전을 벌이고, 승무원들이 모두 대피한 것을 확인한 커크가 제이라를 붙잡아 탈출에 성공한다. 계획이 어그러진 크롤은 요크타운 공격을 개시하고
무수히 많은 드론들이 이륙하는 장면을 목격한 커크 일행은 프랭클린호를 가까스로 이륙시켜 크롤을 추적하기 시작한다. 요크타운 역시 무수한 드론공격에 무력화된다. 이때 스팍이 드론들이 서로 긴밀히 연결되어 상호작용하고 있음을 추론하고 직접 맥코이와 함께 트랜스포터를 통해 적선에 침입해 이를 확인한다. 이를 교란하기 위해 초단파 라디오를 방송해 드론들을 교란시켜 파괴시키고 요크타운에도 드론 파훼법을 알려 역시 드론들을 격퇴하는데 성공한다.
크롤과 드론 2척은 빠져나와 요크타운에 침입하고 스팍과 맥코이가 크롤을 요크타운 중앙부로 유인하고, 뒤따라 들어온 프랭클린호가 중앙부로 비행해오던 크롤앞을 갑자기 막아서면서 크롤을 저지한다. 그러나 함선 내부로 침입한 크롤은
승무원들의 생체 에너지를 흡수해 인간 유전자를 이용해 승무원으로 위장해 요크타운 중앙생명유지장치에 접근하는데 성공한다. 프랭클린호를 수색하던 우후라는 기록영상에 비치던 USS 프랭클린호 선장 발트하자르 에디슨을 보고 에디슨이 크롤이었음을 알아차리고 함선을 봉쇄할 것을 요크타운 보안팀에 요청하나 이미 늦은 뒤였다. USS 프랭클린호는 2164년 가가린 방사능대에서 실종된 뒤 웜홀에 빠지고 알타미드에 불시착했고, 이곳에서 에디슨은 구조신호에 응답하지 않는 연방에 증오심을 가지고 고대의 존재들이 남기고 간 정교한 채굴기와 드론 플랫폼, 생명을 연장시키는 기술(타인의 생체에너지를 흡수하는 기술이다.)을 가지고 같이 생존한 2명의 승무원들과 함께 주변을 지나는 우주선들을 나포하며 살아왔던 것이다.
생명유지장치에 접근하는데 성공한 에디슨은 무기를 유지장치에 넣어 요크타운 안의 모든 생명체를 없애버리려고 하지만 이내 커크에게 저지당한다.
에디슨은 전쟁을 통해 인류가 강해질 것이라고 말하며 커크와 일전을 벌인다. 결국 아브로낙스는 생명유지장치에 투입되고 몽고베리 스캇은 생명유지장치에 우회로가 있으니 커크에게 우회로를 통해 아브로낙스를 배출하라고 한다.
해치를 열어 계기를 조작하던 커크를 막기 위해 에디슨은 커크를 공격하지만 반격당해 아브로낙스에 오염된다. 점차 분해되던 에디슨은 우주공간으로 방출되고 커크역시 같이 방출될 뻔 하다 스팍과 맥코이가 이를 구한다.
커크는 앞서 밝혔던 사임 의사를 취소하고 새로 건조되는 엔터프라이즈호를 보며 영화가 끝난다.

## 배역
- 크리스 파인 - 제임스 T. 커크 역
- 사이먼 페그 - 몽고메리 스콧 역
- 조이 샐다나 - 니요타 우후라 역
- 재커리 퀸토 - 스팍 역
- 칼 어번 - 레너드 매코이 역
- 안톤 옐친 - 파벨 체코프 역
- 존 조 - 히카루 술루 역
- 이드리스 엘바 - 크롤 / 발타자르 에디슨 역
- 소피아 부텔라 - 제이라 역
- 쇼레 아그다슐루 - 패리스 역
- 멀리사 록스버러 - 실 역
- 딥 로이 - 킨저 역
- 리디아 윌슨 - 칼라라 역
- 조 태슬림 - 마나스 역
- 대니 푸디 - 피자 역
- 킴 콜 - 자반코 역